# Marckus Njor
Marckus Njor (født 25. juni 2001 i Ballerup) er en forhenværende cykelrytter fra Danmark, der senest kørte for Team Give Steel - 2M Cycling Elite. Han deltog i landevejscykling og banecykling. Fra 2025 blev han en del af den sportslige ledelse hos det nyetablerede DCU Elite Team, Reffen Tscherning Elite Cycling.
På banen vandt han flere nationale løb. I 2023 vandt han DM i dernypace.